# Tigrajczycy
Tigrajczycy (Tigrinya) – jedna z grup etnicznych zamieszkujących Etiopię. Ich liczba szacowana jest na 10–11 mln osób. Stanowią 6,32% ludności Etiopii (2018) i 57% mieszkańców Erytrei. Zamieszkują głównie etiopską prowincję Tigraj.
Są blisko spokrewnieni z Amharami: podobnie jak oni posługują się językiem z grupy semickiej (zwanym tigrinia) i należą w większości do Kościoła Etiopskiego. W użyciu jest także język amharski.
Uważają się za potomków starożytnego państwa Aksum. Stanowili dominującą siłę w partii Etiopski Ludowo-Rewolucyjny Front Demokratyczny (poprzez istotną rolę, jaką Tigrajski Ludowy Front Wyzwolenia odegrał w przy powstaniu partii), która od 1991 r. sprawuje władzę w Etiopii.
Tigrajczykiem był wieloletni premier Etiopii Meles Zenawi.